# Хюченхаузен
Хюченхаузен (нем. Hütschenhausen) — община в Германии, в земле Рейнланд-Пфальц. 
Входит в состав района Кайзерслаутерн. Подчиняется управлению Рамштайн-Мизенбах.  Население составляет 3817 человек (на 31 декабря 2010 года). Занимает площадь 18,04 км².
Коммуна подразделяется на 3 сельских округа.